# Чемпіонат світу з крикету

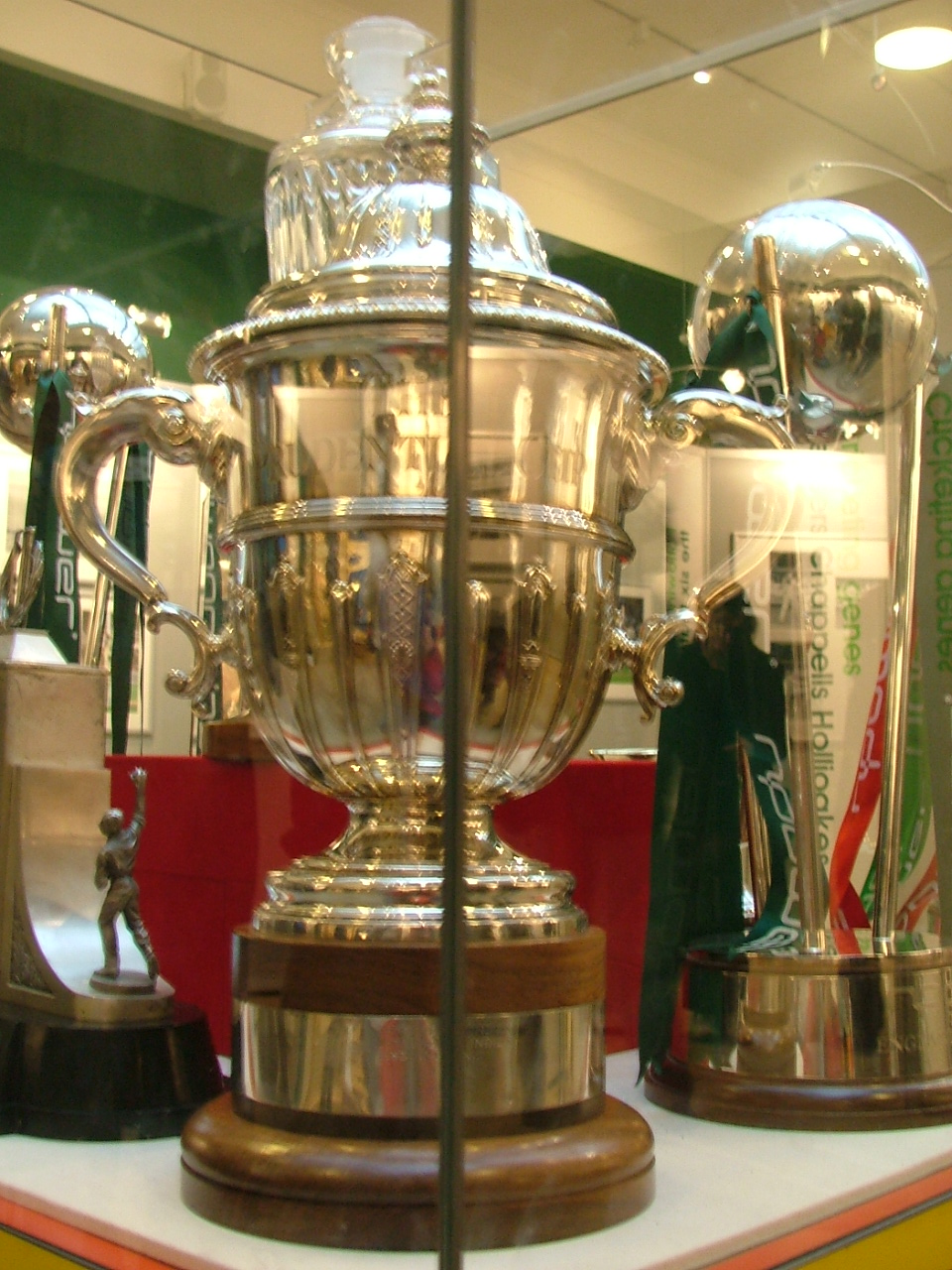
Кубок Пруденшл, що вручається чемпіонам

Чемпіонат світу з крикету (англ. Cricket World Cup) — міжнародний турнір з крикету, що проводиться під егідою Всесвітньої ради крикету в форматі одноденних матчів кожних чотири роки, починаючи з 1975. Турнір має значну телеаудиторію, поступаючись за кількістю глядачів тільки чемпіонату світу з футболу та Олімпійським іграм. 
У чемпіонатах беруть участь команди усіх 10 членів Всесвітньої ради крикету та деякі команди асоційованих членів. Усього за історію чемпіонатів у фінальних турнірах взяли участь 19 команд. 
Станом на 2013 рік найбільше разів, чотири, турнір вигравала збірна Австралії, двічі чемпіонами ставали Вест-Індія та Індія, один раз — Пакистан та Шрі-Ланка. 

## Історія
| Рік  | Господарі                   | Місце фіналу                                | Фінал                              | Фінал                                    | Фінал                                    |
| Рік  | Господарі                   | Місце фіналу                                | Переможець                         | Результат                                | Фіналіст                                 |
| ---- | --------------------------- | ------------------------------------------- | ---------------------------------- | ---------------------------------------- | ---------------------------------------- |
| 1975 | Англія                      | Lord's, Лондон, Англія                      | Вест-Індія 291/8 (60 оверів)       | Вест Індія виграла 17 перебіжок Протокол | Австралія 274 усі вибули (58.4 овери)    |
| 1979 | Англія                      | Lord's, Лондон, Англія                      | Вест-Індія 286/9 (60 оверів)       | Вест-Індія виграла 92 перебіжки Протокол | Англія 194 усі вибули (51 овер)          |
| 1983 | Англія                      | Lord's, Лондон, Англія                      | Індія 183 усі вибули (54.4 оверів) | Індія виграла 43 перебіжки Протокол      | Вест-Індія 140 усі вибули (52 овери)     |
| 1987 | Індія, Пакистан             | Еден-Гарденс, Калькутта, Індія              | Австралія 253/5 (50 оверів)        | Австралія виграла 7 перебіжок Протокол   | Англія 246/8 (50 оверів)                 |
| 1992 | Австралія, Нова Зеландія    | MCG, Мельбурн, Австралія                    | Пакистан 249/6 (50 оверів)         | Пакистан виграв 22 перебіжки Протокол    | Англія 227 усі вибули (49.2 оверів)      |
| 1996 | Індія, Пакистан, Шрі-Ланка  | Гаддафі-Стейдіум, Лахор, Пакистан           | Шрі-Ланка 245/3 (46.2 оверів)      | Шрі-Ланка виграла 7 вікетів Протокол     | Австралія 241/7 (50 оверів)              |
| 1999 | Англія                      | Lord's, Лондон, Англія                      | Австралія 133/2 (20.1 оверів)      | Австралія виграла 8 вікетів Протокол     | Пакистан 132 усі вибули (39 оверів)      |
| 2003 | Південна Африка             | Wanderers, Йоганнесбург, Південна Африка    | Австралія 359/2 (50 оверів)        | Австралія виграла 125 перебіжок Протокол | Індія 234 усі вибули (39.2 оверів)       |
| 2007 | Вест-Індія                  | Kensington Oval, Бриджтаун, Барбадос        | Австралія 281/4 (38 оверів)        | Австралія виграла 53 перебіжки Протокол  | Шрі-Ланка 215/8 (36 оверів)              |
| 2011 | Індія, Бангладеш, Шрі-Ланка | Wankhede Stadium, Мумбаї, Індія             | Індія 277/4 (48.2 овери)           | Індія виграла 6 вікетів Протокол         | Шрі-Ланка 274/6 (50 оверів)              |
| 2015 | Австралія, Нова Зеландія    | Мельбурн Крикет Граунд, Мельбурн, Австралія | Австралія 186/3 (33.1 овера)       | Австралія виграла 7 вікетів Протокол     | Нова Зеландія 183 усі вибули (45 оверів) |
| 2019 | Англія, Уельс               | Lord's Cricket Ground, Лондон               | Англія                             |                                          | Нова Зеландія                            |
| 2023 | Індія                       |                                             |                                    |                                          |                                          |

## Виноски
1. ↑  ICC Cricket World Cup: About [Архівовано 1 червня 2013 у Wayback Machine.] – International Cricket Council. Retrieved 30 June 2013.